# Голокупник Роберта
Голокупник Роберта, голокучник Робертів (Gymnocarpium robertianum) — вид рослин з родини міхурницевих (Cystopteridaceae), поширений в Алжирі, Європі, на Кавказі, на північному сході Північної Америки.

## Опис

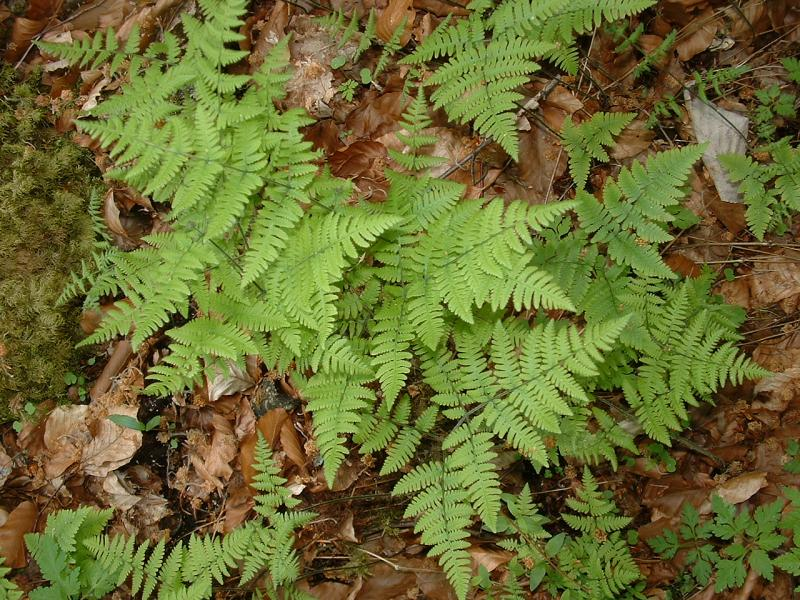

Багаторічна трав'яниста рослина 10–45 см завдовжки. Кінцева частка більша від бічних, листки густо залозисто запушені, темно-зелені, тричі розсічені, відхилені горизонтально, ніжки листків у 1.5 рази довші від пластинки листків. Стебла 1–2 мм діаметром. Родючі листки зазвичай 10–52 см; ніжки листків 5–33 см. Спори 34–39 мкм. 2n = 160.

## Поширення
Вид поширений в Алжирі, Європі, на Кавказі (Вірменія, Грузія, Азербайджан), на північному сході США, на сході Канади.
В Україні вид зростає в лісах на виходах вапняних порід — у Карпатах і Прикарпатті, звичайно; в західному Лісостепу, зрідка (в Хмельницькій обл., по р. Дністер).